# Kohérer

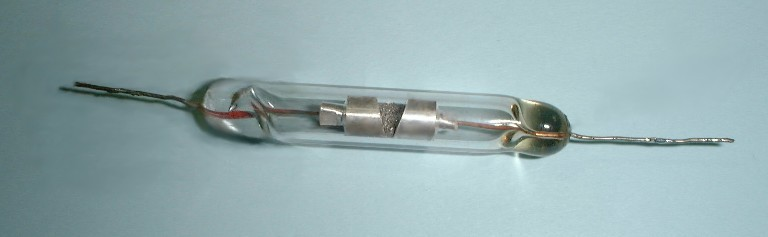
Kohérer

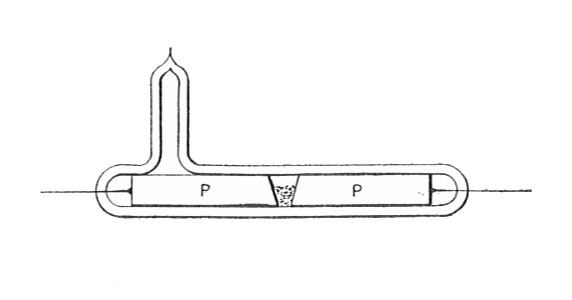
Marconi-féle kohérer metszeti rajza

A kohérer olyan kétkivezetéses elektronikai elem, amelyet rádióvétel-technikában modulálatlan vivőhullámok, például szikratávírók Morzejeleinek vételére, továbbá légköri elektromos kisülések (villámlások) detektálására alkalmaztak a rádiózás korai szakaszában. A kohérer működéséhez külső áramforrás szükséges.

## Története
- 1850-ben Pierre Guitard[1][2]   úgy találta, hogy a porral telített levegőre feszültséget kapcsolva a por hajlamos összetapadni és vezetőként összekötni az elektródákat.
- 1866-ban két brit feltaláló szabadalmat nyújt be a légköri elektromosság által okozott feltöltődés megszüntetésére. Ennek lényege, hogy a villámhárító szikraközét egy dobozban helyezik el, amelyet finomra őrölt szénporral töltenek. A szénpor szemcséi összetapadnak már arra a maradékfeszültségre is, amely nem képes a villámhárító szikraközét átütni – levezetve így a légköri eredetű túlfeszültséget.
- 1878-ban Hughes azt tapasztalta, hogy cink és ezüst reszelékkel töltött üvegcső szemcséi között mindannyiszor apró szikrák keletkeznek, ha a közelében nagy teljesítményű elektromos kisülés következik be.
- 1890-ben Eduard Branly[3] publikálja megfigyeléseit, amelyek hasonlóak a Hughes által tapasztaltakhoz. Azonban nem az elektromos szikrák, hanem az újonnan felfedezett rádióhullámok érzékelésére használja.
- Sir Oliver Lodge hasonló megállapításokra jutott, azonban valószínűleg Branly munkássága nyomán (felhasználva eredményeit) tökéletesítette a detektort és ő nevezte el kohérernek.
- Alexander Sztyepanovics Popov felfedezte, hogy kohéreres vevőkészüléke villámlás és zivatarok idején jelzést ad.
- Guglielmo Marconi a szikratávíró vevőjében olyan kohérert használt, amelyből a levegőt kiszivattyúzta. Ezzel megakadályozta a kohérer belsejében keletkező szikrák miatti szemcsék összeégését.

## Felépítése
A kohérer eredeti formájában egy üvegcsöves olvadóbiztosítóra emlékeztető elektronikai alkatrész, amely áll:
- egy légmentesen leforrasztott üvegcsőből; (Gyakran a levegőt is kiszivattyúzzák egy toldaton át[4] az üvegcső belsejében van
- két végén beforrasztott elektródák (vagyis kivezetések az elektromos csatlakozás részére);
- mindkét elektródára forrasztott ezüst érintkezők; (Az érintkezők közötti legkisebb távolság kb. 0,6mm ~ 1/40 inch) és az egyik oldalon mindkét ezüst érintkező V-alakban le van munkálva.)
- az érintkezők köze gondosan szitált, egyenletes méretű és nagyon apró szemcséjű nikkel-ezüst keverékkel van töltve.

Az érintkezők közötti anyag minősége és szemcsenagysága döntő a kohérer működése szempontjából

### Változatok
Számos kutató és kísérletező amatőr nem az eredeti ezüst-nikkel keveréket alkalmazta, hanem vasport (szitált öntvényreszeléket), amely kielégítően működött. Fényi Gyula és  Palatin Gergely például felmágnesezett és kettévágott acél kötőtűt használt, amelynek kis távolságra lévő közei vasporral voltak kitöltve.
Nikola Tesla (feltaláló) forgatható kohérert fejleszt ki, amelynek lényege, hogy nem ütögetéssel, hanem elforgatással állítja a kohérert alaphelyzetbe.

## Működése
- Alaphelyzetben a kohérer két vége között nagy  elektromos ellenállás (közel szakadás) mérhető.
- Elektromágneses jelek hatására azonban a két érintkező közé szórt finom fémpor szemcséi rendeződnek és összetapadnak, ezáltal elektromos vezetés alakul ki a kohérer két vége között.
- Az elektromos vezetőképesség mindaddig fennmarad, amíg a kohérer szemcséi közötti kapcsolatot mechanikus úton (ütögetés, rázogatás) meg nem szüntetik.

## Előnyei
- Egyes típusai egyszerűen elkészíthetőek.
- Széles frekvenciasávban érzékel.

## Hátrányai
A kohérer számos hátránnyal rendelkezik az egyéb detektorokkal szemben:
- érzéketlen; A bejövő jeleknek elegendően nagy szintet kell képviselniük a kohérer működéséhez.
- zavarokra érzékeny; A különböző elektromos zavarok, továbbá légköri elektromosság (villámlás) hamis detektálást adhat.
- szakértelem; Egyes típusok elkészítése speciális szakértelmet és berendezéseket kíván (például üvegcsőbe való forrasztás, légritkítás).
- Csak moduláció nélküli vivőhullámok (például szikratávíró) vételére alkalmas;
- Működtetéséhez áramforrás (telep) szükséges;

## Alkalmazása

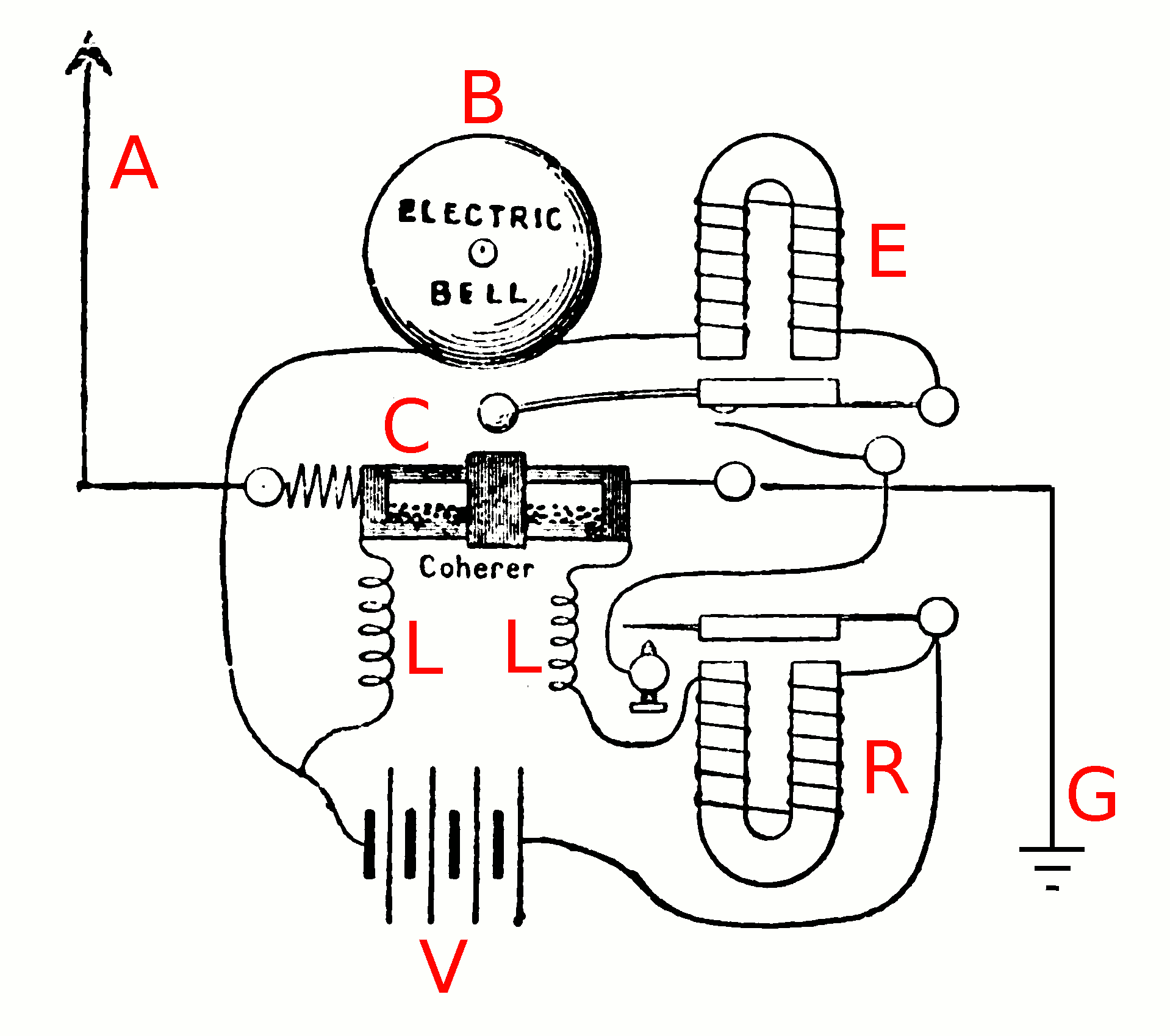
Popov kohéreres vevőkészüléke

A kohérert tartalmazó detektoros vevőkészülék két áramkörből áll: 
- Az A antennáról érkező jelek  a C kohéreren át a G földelésen át jutnak a talajba.

A beérkező jel működteti a C kohérert, amely vezetővé válik (ellenállása néhányszor 10000 ohm-ról 5-10 ohm-ra csökken). A vezetővé vált kohéreren és a két L tekercsen át záródik az R érzékeny relé áramköre, amelynek kontaktusai zárják a másik áramkört.
- A másik áramkörben  a V telep feszültsége az R relé kontaktusain (érintkezőin) át jut az E elektromos csengő mágnesére, amelynek kalapácsa kettős célt szolgál: 
  - egyrészt ráüt a B harangra, ezzel hangjelzést ad;
  - másrészt ellátja a vezetővé vált koherer „felrázását” is. Ezt a megoldást Popov használta először.[8]

Az első áramkör L tekercsei a relé által keltett önindukciós feszültségek csillapítására szolgálnak a kohérer kímélése érdekében. Marconi érdeme, hogy olyan megoldást alkalmazott, amelynek során a kohérer hamarabb feszültségmentes állapotba került, mint mielőtt a csengő (dekohérer) kalapácsa ráütne – elkerülve ezzel a szikrázást. Amint látható, a vevőkészülék semmilyen hangolt rezgőkört nem tartalmazott. A későbbiekben mind az adó- mind a vevő oldalon hangolt rezgőköröket alkalmaztak a vételi távolság növelése és a jobb szelektivitás érdekében.

## Utóélete
A kohérer tökéletesítésén és főként érzékenységének növelésén sokan fáradoztak. A túlzott érzékenység azonban oda vezetett, hogy a kohérert tartalmazó vevőkészülék érzékennyé vált az elektromos zavarokra, feltöltődésből adódó szikrákra és a légköri elektromosságra. Ezért és a kohérertől jobb tulajdonságú vételtechnikai detektorok, mint például a mágneses detektor, kristálydetektor, elektroncső dióda megjelenése miatt háttérbe szorult az 1910-es évek után. 
1910 után többnyire csak meteorológiai villámjelző készülékekben használják.